# فری هیل (تنسی)
فری هیل (به انگلیسی: Free Hill) یک منطقهٔ مسکونی در ایالات متحده آمریکا است که در شهرستان کلی، تنسی واقع شده‌است.